# Els Depuydt
Els Depuydt (1970) is een Belgisch filoloog, auteur en wetenschappelijk medewerker bij het Guido Gezellearchief van de Openbare Bibliotheek Brugge, waarvoor ze verantwoordelijk is. Daar is zij ook collectievormer hedendaagse literatuur.

## Opleiding
Els Depuydt studeerde Germaanse filologie aan de Katholieke Universiteit Leuven, na kandidaturen aan diezelfde universiteit (locatie Kulak). Haar thesis handelde over de correspondentie van Guido Gezelle met enkele missionarissen.

## Medewerking aan het Guido Gezellearchief
In 2017 begon het Guido Gezellearchief samen met de Koninklijke Academie voor Nederlandse Taal en Letteren en de Universiteit Antwerpen een participatieproject waarbij vrijwilligers hielpen om de brieven van en naar Guido Gezelle te ontcijferen en inhoudelijk te ontsluiten. Depuydt is verantwoordelijk voor de verdere ontwikkeling van de website van het Gezellearchief tot een digitaal platform rond de dichter.

## Publicaties
Zij publiceert met grote regelmaat in vaktijdschriften over haar eigen onderzoek naar de correspondentie van Gezelle met zijn tijdgenoten, zoals de docenten van het Sint-Lodewijkscollege, de priesters Paul Allossery en Antoon Wemaer, zijn buurvrouw Lady Smith, over Silvain Wittouck en de duivensport, over de lithograaf Pieter Raoux en over Gezelles briefwisseling met zijn Brugse drukkers.

### Selectie
Zie voor volledige lijst met publicaties het overzicht op de website van het Huygens Instituut.

#### Openbare Bibliotheek Brugge
- 1999 Het Gezellearchief van de Openbare Bibliotheek Brugge, in: Brugs Ommeland, jaargang 39 (1999), nummer 2, p. 63-74.
- 1999 Catalogus Tentoonstelling Reizen in den geest. Samenstelling: Ludo Vandamme. teksten: Els Depuydt e.a., Reizen in den geest: de boekenwereld van Guido Gezelle, Brugge, 1999.[9]
- 2013 Guido en Cordelia: originele Gezellehandschriften uit de schenking van het Guido Gezellegenootschap (Catalogus tentoonstelling). Guido Gezellearchief, Brugge, 2013.
- 2017 Co-auteur van: Birgit Ampe e.a., Voor en na: 25 jaar boekregistratie in de Openbare Bibliotheek Brugge. Openbare Bibliotheek De Biekorf, Brugge, 2017.
- 2021 Samen met Marilyne Watteeuw: Gezelle.be: dichter, erfgoed en digitale beleving in de klas. In: 35ste HSN Conferentie Onderwijs Nederlands. Skribis, Gent, 2021, p.174-177. ISBN 978 94 639 6995 6 Digitale versie.
- 2024 Vrouwen van papier: 200 vrouwen, 200 verhalen, 600 brieven. Samenstelling: Els Depuydt, Liesbeth Langouche, Collyn Verlinde. Uitgever: Poëziecentrum in samenwerking met het Guido Gezellearchief van de Openbare Bibliotheek Brugge, 2024. ISBN 978-90-5655-151-3

#### Participatieproject
- 2003 Gezelle on line. De digitale ontsluiting van de nalatenschap van Guido Gezelle. In: Bibliotheek- & archiefgids 79 (2003) 2 (april), 24-29. Digitale versie.
- 2018 Participatieproject Guido Gezellecorrespondentie: online editie. In: Rijmtijd. Tijschrift voor liefhebbers van de poëzie van Guido Gezelle, nummer 83, (maart 2018) 83 (mrt) p. 19-21.
- 2021 Naar een Gezelle van deze eeuw. Een dichter in de Brugse erfgoedbibliotheek. In: Koorts, erfgoedmagazine van Kadoc, jaargang 2021, nummer 1, p. 46-53. Digitale versie.

#### Wetenschappelijk werk
- 2008 Een slechten, Schier-Hollandschen Peter. Aanvullingen bij het conflict Guido Gezelle - Frans De Potter (1888). In: Biekorf, jaargang 108 (2008), nummer 1, p.67-69. Digitale versie
- 2011 Paul Allossery : rooms katholiek priester, Gezellekenner en conservator van het Gezellemuseum, historicus en proost van de middenstand. In: Nationaal biografisch woordenboek / Koninklijke Vlaamse Academie voor Wetenschappen, Letteren en Schone Kunsten van België - Brussel, 1964, Vol. 20, 2011, p. 13-20.
- 2014 Guido Gezelle en de duivensport: bij een ongekende brief aan Sylvain Wittouck (1890). In: Biekorf, jaargang 114 (2014), nummer 2, p. 129-140.
- 2015 Samen met Koen Calis, Guido Gezelle en de "verwenprenterije" van Pieter Raoux. In: Biekorf, jaargang 115 (2015) nummer 4, p. 385-417.
- 2019 Guido Gezelle en Lady Smith: nieuwe vondsten en feiten. In: Biekorf, jaargang 119 (2019), nummer 4, p. 385-403.[10]
- 2021 Gezelle en het Brugse boekenbedrijf : de correspondentie van Guido Gezelle met zijn Brugse drukkers. In: Ludo Vandamme (redactie), Boeken uit Brugge : Studies over Brugse boekgeschiedenis. Uitgeverij Van de Wiele, Brugge, 2021. ISBN 978-90-76297-86-6, p. 174-185.
- 2021 Gezelle een gedirigeerd journalist?: de relatie Guido Gezelle – Antoon Wemaer aan de hand van de briefwisseling. In: Biekorf, Jaargang 121 (2021) nummer 3, p. 309-334.
- 2022 Journalist Guido Gezelle en de brochure Ul:Spegel. In: Biekorf, Jaargang 122 (2022) nummer 2, p. 200-210.
- 2024 Vrouwen van papier: 200 vrouwen in 600 brieven aan Gezelle, in: Biekorf, Jaargang 124 (2024), extra Gezellenummer, p. 398-433.

#### Overig
- 2020 Bijdrage aan: Inge Geysen (red.), Brugge in 100 objecten. Ludion, Brussel, 2020. ISBN 978-94-9303-948-3

- Digitale Bibliotheek voor de Nederlandse Letteren: depu005
- International Standard Name Identifier: 0000 0003 6886 1280
- Virtual International Authority File: 221145542519896640943